# Porothamnium variifolioides
Porothamnium variifolioides är en bladmossart som beskrevs av De Sloover 1983. Porothamnium variifolioides ingår i släktet Porothamnium och familjen Neckeraceae. Inga underarter finns listade i Catalogue of Life.